# Риццотто, Лаура
Лаура ди Карвалью Риццотто (порт. Laura de Carvalho Rizzotto, латыш. Laura di Karvaļu Rizoto; род. 18 июля 1994, Рио-де-Жанейро, Бразилия) — латвийско-бразильская певица, автор песен, пианистка и гитаристка. Представительница Латвии на конкурсе «Евровидение-2018» с песней «Funny Girl».
На конкурсе «Евровидение-2019» Лаура Риццотто объявляла результаты голосования жюри от Латвии.

## Биография
Лаура родилась 18 июля 1994 в Рио-де-Жанейро, Бразилия. У неё есть брат Лукас.
Её отец — бразилец латвийского происхождения, бабушка по отцу родилась в Лиепае и выросла в Риге. Прадед Лауры — латвийский авиатор, нацистский коллаборационист Герберт Цукурс. Дед Лауры Доменико Риццотто родился в Беллуно и эмигрировал в Бразилию.
Мать Лауры имеет португальское происхождение.
Лаура Риццотто и её семья переехали в США в 2005 году и поселились в Эдине (Миннесота). Лаура провела детство в Рио-де-Жанейро и США. После школы, она поступила в Berklee College of Music в Бостоне.
В 2013 Лаура переехала в Лос-Анджелес, чтобы поступить в California Institute of the Arts, который окончила со степенью в музыкальном искусстве. После этого, она переехала в Нью-Йорк и получила степень магистра музыки в Колумбийском университете в 2017.

## Дискография

### Студийные альбомы
- Made in Rio (2011)
- Reason to Stay (2014)